# Путешествие в страну великанов (мультфильм)
«Путешествие в страну великанов» — советский рисованный мультипликационный фильм, созданный на киностудии «Союзмультфильм» в 1947 году. Этот мультфильм, так же как и многие другие свои картины, режиссёр Дмитрий Бабиченко создал в жанре политического мультипликационного плаката.

## Сюжет
Как только стрелки часов, стоящих на книжной полке, достигли 12 часов ночи, под мелодичный звон ожили фигурки игрушечных часовых барабанщиков — братца Так и сестрицы Тик. Как всегда, они решают отправиться до наступления утра путешествовать по страницам книг и играть с героями сказок и литературных произведений. Сестрице Тик это уже надоело, но как только она слышит от братца о появившейся новой большой и красочной книге, то с интересом соглашается. Эта книга называется «Путешествие в страну великанов. 1946—1950», про СССР — страну великанов, где проживают большие люди.

На пассажирском составе, который тянет нарисованный электровоз с обложки, с помощью машиниста дети по страницам книги проезжают чудесную страну: 
От вечных северных снегов до черноморских берегов,

От Риги до Владивостока она раскинулась широко!

И всё там есть, в стране чудес: и лес, и хлеб, и Днепрогэс.

А в недрах — уголь и металлы, и драгоценные кристаллы.

Так и Тик с приключениями попадают в шахту, на металлургический комбинат, где узнают, как и для чего добывается уголь и производится металл:
…Чтобы жили наши дети с каждым новым годом краше!

Чтоб никто, никто на свете на большое счастье наше

Покушаться не мечтал — нужен уголь и металл!

## Создатели
- постановка режиссёра — Дмитрия Бабиченко[3][4]
- сценарий — Дмитрий Бабиченко, Владимир Длугач, Сергей Романов
- стихи — Михаил Вольпин
- художник-постановщики — Григорий Козлов
- музыкальное оформление — Герман Гамбург
- оператор — Николай Воинов
- звукооператор — С. Ренский
- мультипликаторы: 
  - Роман Давыдов
  - Борис Меерович
  - Наил Драгунов
  - Рената Миренкова (в титрах - Р.Меренкова)
  - Лев Жданов
  - Борис Степанцев
  - Елизавета Комова
  - Татьяна Таранович
  - Роман Качанов
  - Юрий Трохин
  - Евгений Трунов
- художники фонов: Вера Валерианова, Н. Холмогорцев
- ассистент режиссёра — Елена Шилова
- монтажёр — Лидия Кякшт
- директор картины — Н. Цофнас

## Производство
В мультфильме был использован метод тотальной мультипликации — 13:59-14:01 и другое.

## Отзывы
Не забывали и о промышленности. Здесь ребёнку предлагался такой шедевр, как 20-минутные «Приключения в стране великанов», не имеющие ничего общего с произведениями Свифта. Здесь главные герои — волшебные мальчик и девочка — путешествуют по всей необъятной «стране великанов» — разумеется, Советскому Союзу, населённому исполинами духа. Могучие домны, угольные шахты, великие стройки, железные дороги и ГЭС — весь этот впечатляющий калейдоскоп прокручивается на экране с умопомрачительной скоростью. А в самом конце фильма звучит мораль: темп музыки и видеоряд замедляется, и персонаж-резонёр, старый рабочий, произносит чеканные слова: «…Чтоб никто, никто на свете, на большое счастье наше покушаться не мечтал — нужен уголь и металл!» Для 1947 года вполне основательное доказательство, ведь войну помнили все.
— Антон Размахнин «Тайная миссия советской мультипликации»

## Видеоиздания
Мультфильм вошёл в сборники «Лучшие советские мультфильмы» (Studio PRO Video, выпуск середины 1990-х, VHS), «Союзмультфильм, сборник № ?» («Союз», 1995, сборник мультфильмов на VHS-видеокассете), «Мультпарад. Выпуск 1» (дистрибьютор «ИДДК»), «Мульт-Ландия. Выпуск 5».